# Exeter (hrabstwo Rockingham)
Exeter – jednostka osadnicza w Stanach Zjednoczonych, w stanie New Hampshire, w hrabstwie Rockingham.